# Kameroen op de Olympische Zomerspelen 1980
Kameroen nam deel aan de Olympische Zomerspelen 1980 in Moskou, Sovjet-Unie. Voor het eerst in de olympische geschiedenis vaardigde het Afrikaanse land ook vrouwelijke sporters af.

## Deelnemers en resultaten

### Atletiek
| Olympiër          | Discipline      | Resultaat | Prestatie                                                                        |
| ----------------- | --------------- | --------- | -------------------------------------------------------------------------------- |
| Grégoire Illorson | 100m (m)        | 15e       | serie 9: 1ste in 10,34 kwartfinale 4: 2de in 10,29 halve finale 1: 8ste in 10,60 |
| Emmanuel Bitanga  | 200m (m)        | DNS       | serie 4: niet gestart                                                            |
| Grégoire Illorson | 200m (m)        | 41e       | serie 1: 5de in 22,21                                                            |
|                   |                 |           |                                                                                  |
| Ruth Enang Mesode | 100m (v)        | 32e       | serie 5: 8ste in 12,40                                                           |
| Ruth Enang Mesode | 200m (v)        | 30e       | serie 5: 5de in 25,46                                                            |
| Agnès Tchuinté    | speerwerpen (v) | 17e       | kwalificatie groep B: 8ste met 55,36m                                            |
| Cécile Ngambi     | vijfkamp (v)    | 17e       | 3832 punten                                                                      |

### Boksen
| Olympiër                  | Discipline  | Resultaat | Prestatie                                                                                              |
| ------------------------- | ----------- | --------- | --- |
| Joseph Ahanda             | -54kg (m)   | 9e        | 1ste ronde: W van MGL Narmandakh: scheidsrechterlijke beslissing 2de ronde: V van URS Khachatrian: 0-5 |
| Jean-Pierre Mbereke-Baban | -57kg (m)   | 17e       | 1ste ronde: V van PUR Pizarro: scheidsrechterlijke beslissing                                          |
| Paul Kamela               | -63,5kg (m) | 17e       | 1ste ronde: V van HUN Bácskai: 1-4                                                                     |
| Jean-Paul Nanga-Ntsah     | -81kg (m)   | 9e        | 1ste ronde: V van ROU Donici: scheidsrechterlijke beslissing                                           |

### Judo
| Olympiër           | Discipline | Resultaat | Prestatie                                                                                                 |
| ------------------ | ---------- | --------- | --- |
| Gerard Tom-Tam     | -65kg (m)  | 19e       | 1ste ronde: V van SEN Sambou                                                                              |
| Maurice Nkamden    | -71kg (m)  | 12e       | 1ste ronde: W van ZAM Hamaiko 2de ronde: V van GBR Adams                                                  |
| Philippe Simo      | -78kg (m)  | 17e       | 1ste ronde: V van GBR Bowles                                                                              |
| Henri-Richard Lobe | -86kg (m)  | 7e        | 1ste ronde: W van BEL Nicolas: walk-over 2de ronde: V van SUI Röthlisberger herkansingen: V van SWE Ström |
| Essambo Ewane      | -95kg (m)  | 13e       | 1ste ronde: vrij 2de ronde: V van NED Numan                                                               |

### Wielersport
| Olympiër                                               | Discipline         | Resultaat | Prestatie      |
| ------------------------------------------------------ | ------------------ | --------- | -------------- |
| Joseph Evouna                                          | wegwedstrijd (m)   | DNF       | niet gefinisht |
| Joseph Kono                                            | wegwedstrijd (m)   | DNF       | niet gefinisht |
| Thomas Nyemeg                                          | wegwedstrijd (m)   | DNF       | niet gefinisht |
| Gerard Tom-Tam                                         | wegwedstrijd (m)   | DNF       | niet gefinisht |
| Charles Bana Toussaint Fouda Joseph Kono Nicolas Owona | ploegentijdrit (m) | 22e       | 2:26.46,6      |

### Worstelen
| Olympiër          | Discipline  | Resultaat   | Prestatie                                                     |
| Vrije stijl       | Vrije stijl | Vrije stijl | Vrije stijl                                                   |
| ----------------- | ----------- | ----------- | ------------------------------------------------------------- |
| Victor Kede Manga | -62kg (m)   | 11e         | 1ste ronde: V van VIE Phi 2de ronde: V van GRE Hatziioannidis |
| Victor Koualaigue | -68kg (m)   | 15e         | 1ste ronde: V van GDR Probst 2de ronde: V van BEL Segers      |
| Isaie Tonye       | -74kg (m)   | 13e         | 1ste ronde: V van MGL Davaajav 2de ronde: V van POL Ścigalski |
| Zachée N'Dock     | -82kg (m)   | 12e         | 1ste ronde: V van SYR El-Oulabi 2de ronde: V van HUN Kovács   |
| Jean-Claude Biloa | -90kg (m)   | 13e         | 1ste ronde: V van AUS Pikos 2de ronde: V van POL Cichoń       |
| Bourcard Binelli  | -100kg (m)  | 12e         | 1ste ronde: V van SEN Sarr 2de ronde: V van BUL Chervenkov    |

Afghanistan · Algerije · Andorra · Angola · Australië · België · Benin · Birma · Botswana · Brazilië · Bulgarije · Colombia · Congo-Brazzaville · Costa Rica · Cuba · Cyprus · Denemarken · Dominicaanse Republiek · Duitse Democratische Republiek · Ecuador · Ethiopië · Finland · Frankrijk · Griekenland · Groot-Brittannië · Guatemala · Guinee · Guyana · Hongarije · Ierland · IJsland · India · Irak · Italië · Jamaica · Joegoslavië · Jordanië · Kameroen · Koeweit · Laos · Lesotho · Libanon · Liberia · Libië · Luxemburg · Madagaskar · Mali · Malta · Mexico · Mongolië · Mozambique · Nederland · Nepal · Nicaragua · Nieuw-Zeeland · Nigeria · Noord-Korea · Oeganda · Oostenrijk · Peru · Polen · Portugal · Puerto Rico · Roemenië · San Marino · Senegal · Seychellen · Sierra Leone · Sovjet-Unie · Spanje · Sri Lanka · Syrië · Tanzania · Trinidad en Tobago · Tsjecho-Slowakije · Venezuela · Vietnam · Zambia · Zimbabwe · Zweden · Zwitserland